# 130 État 602 à 636

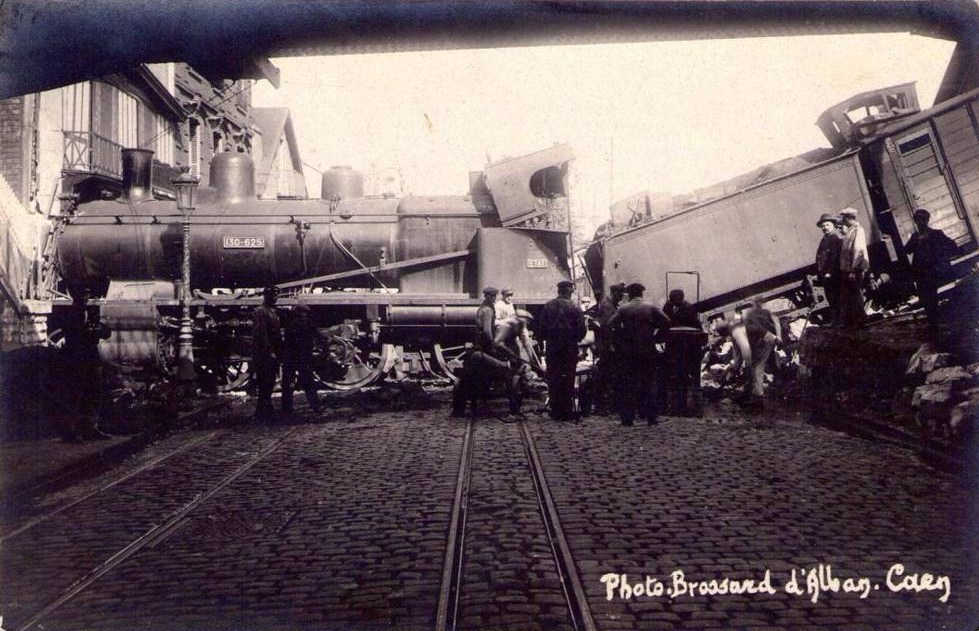
La 130-625, accidentée en 1929 à Caen.

Les 130 État 602 à 636 sont des locomotives de la compagnie des chemins de fer de l'Etat à tender séparé de type 130. Elles sont affectées à la traction des trains de marchandises.

## Histoire
La série de 40 machines a été  transformée en type 130 par les chemins de fer de l'Etat dans les ateliers de Tours (ancien ateliers de la compagnie des chemins de fer de Vendée).
Ces machines à l'origine proviennent de la série de locomotives 1904 à 2244 des chemins de fer de l'Ouest. Elles sont immatriculées à l'Etat 130-601 à 130-640. En 1938, lors de la création de la SNCF, elles deviennent  3 - 130 A 602 à 636. Elles disparaissent entre 1931 et 1950.

## La construction
130-601 à 610, ex- Ouest 2305 à 2314 construites en 1909.
130-611 à 640, construites en 1911.

## Description
La chaudière est équipée d'un foyer Belpaire. Le dôme est au-dessus du premier essieu moteur, la sablière est au-dessus du second.
Le moteur est de type Compound à deux cylindres situés à l'extérieur du chassis. Le cylindre basse pression se trouve sur le côté gauche, le cylindre haute pression sur le côté droit. La distribution est de type Stephenson la bielle motrice entrainant le deuxième essieu.
L'abri est semblable aux locomotives des chemins de fer de l'Ouest et la conduite de la locomotive se fait du côté gauche.

## Caractéristiques
diamètre des roues motrices: 1,44 m
poids à vide: 56 t
poids du tender: 21 t
capacité en eau du tender: 15 000 litres
capacité en charbon du tender: 5 t
diamètre des roues: 1,44 m
diamètre des cylindres: Haute pression 460 mm basse pression 6 800 mm
course des pistons: 640 mm
surface de chauffe: 183,84 m2
surface de grille: 2,2 m2